# Santa Marcella
Santa Marcella, även benämnd Santa Marcella all'Ostiense, är en kyrkobyggnad i Rom, helgad åt den heliga martyren Marcella (död 410). Kyrkan är belägen vid Via Giovanni Battista Belzoni i quartiere Ostiense och tillhör församlingen Santa Marcella.
Kyrkan förestås av stiftspräster.

## Kyrkans historia
Kyrkan uppfördes år 1958 efter ritningar av arkitekten Leonardo Del Bufalo. Fasaden i tegel har några smala öppningar som låter besökaren ana ett kors. Kyrkan har en hexagonal grundplan. Insidan av fasaden och innerväggarna har en empor. På väggen över högaltaret hänger ett krucifix (egentligen endast corpus). På insidan av fasaden har Dilvo Lotti freskmålat kristna symboler.

## Bilder
| - Krucifixet över högaltaret. |